# Carebaco-Meisterschaft 1976
Die Carebaco-Meisterschaft 1976 im Badminton fand gemeinsam mit dem Carebaco Juniors 1976 vom 14. bis zum 20. November 1976 in der National Arena in Kingston in Jamaika statt. Es war die fünfte Auflage der Titelkämpfe.

## Titelträger
| Disziplin    | Sieger                          |
| ------------ | ------------------------------- |
| Herreneinzel | Richard Wong                    |
| Dameneinzel  | Beena Narwani                   |
| Herrendoppel | Roel Sjauw Mook Otmar Kersout   |
| Damendoppel  | Jennifer Haddad Christine Chung |
| Mixed        | Richard Wong Jennifer Haddad    |
| Team         | Jamaika                         |

## Finalresultate
| Disziplin    | Sieger                          | Finalist                    | Ergebnis           |
| ------------ | ------------------------------- | --------------------------- | ------------------ |
| Herreneinzel | Richard Wong                    | Reginald Chin Jong          | 8–15, 15–7, 15–7   |
| Dameneinzel  | Beena Narwani                   | Jennifer Haddad             | 11–7, 11–7         |
| Herrendoppel | Roel Sjauw Mook Otmar Kersout   | George Hugh Sammy Leyow     | 15–10, 8–15, 15–12 |
| Damendoppel  | Jennifer Haddad Christine Chung | Sonja Leckie Diana Uiterloo | 15–0, 15–4         |
| Mixed        | Richard Wong Jennifer Haddad    | George Hugh Maria Leyow     | 15–3, 15–6         |
| Team         | Jamaika                         | Suriname                    | Rundenturnier      |